# Теодор Россівалль
Теодор Россівалль (нім. Theodor Rossiwall; 12 жовтня 1915, Відень — 11 липня 1979, Відень) — австрійський і німецький льотчик-ас, оберстлейтенант люфтваффе, оберст ВПС Австрії. Кавалер Лицарського хреста Залізного хреста.

## Біографія

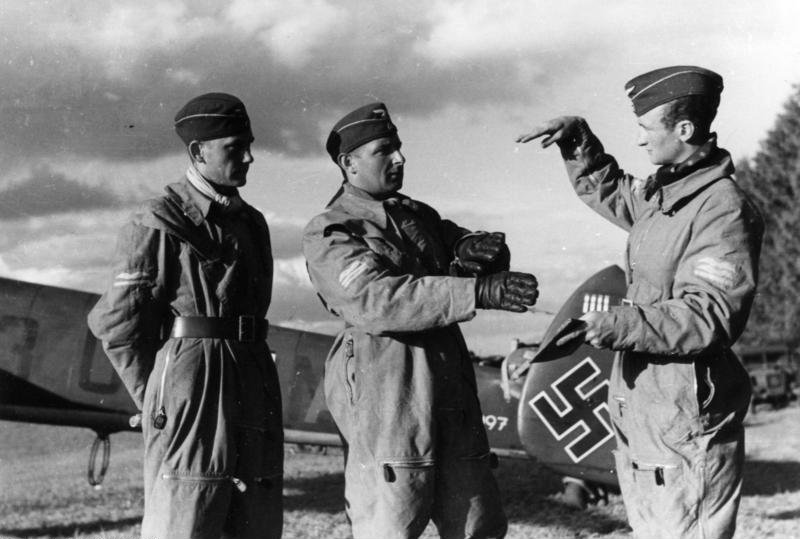
Оберлейтенант Россівалль — праворуч (Західна Франція, літо 1940).

Служив в австрійських ВПС, після аншлюсу автоматично перейшов у люфтваффе і призначений в 1-шу групу 88-ї винищувальної ескадри. Учасник Громадянської війни в Іспанії. 1 липня 1939 року призначений 26-ї важку винищувальну ескадру, у вересні — в 3-тю групу, згодом очолив 5-ту, 19 травня 1940 року — 6-ту ескадрилью своєї ескадри. З 1 травня 1942 року — командир 2-ї групи 4-ї нічної винищувальної ескадри, з 1 листопада 1942 року — 1-ї групи 1-го нічного винищувального училища, з 19 березня 1943 року — 1-ї групи 101-ї нічної винищувальної ескадри, з вересня 1943 по 24 січня 1944 року — 76-ї важкої винищувальної ескадри. Після війни служив в австрійських ВПС.
Всього за час бойових дій здійснив близько 400 бойових вильотів і збив 19 ворожих літаків, з них 2 — в Іспанії.

## Звання
- Лейтенант (31 жовтня 1938)
- Оберлейтенант (1 квітня 1939)
- Гауптман (1 січня 1941)
- Майор (19 березня 1943)
- Оберстлейтенант (1 травня 1944)

## Нагороди
- Німецька імперська відзнака за фізичну підготовку в сріблі
- Нагрудний знак пілота
- Медаль «За вислугу років у Вермахті» 4-го класу (4 роки)
- Нагрудний знак пілота (Іспанія)
- Іспанський хрест в золоті з мечами
- Залізний хрест
  - 2-го класу
  - 1-го класу (30 червня 1940)
- Нагрудний знак «За поранення» в чорному
- Почесний Кубок Люфтваффе (26 вересня 1940)
- Авіаційна планка винищувача в золоті з підвіскою «300»
  - в сріблі (25 березня 1941)
  - в золоті (23 червня 1941)
- Лицарський хрест Залізного хреста (6 серпня 1941)
- Нарукавна стрічка «Крит»